# 太平洋冲浪者号列车
太平洋冲浪者号列车（英語：Pacific Surfliner），又译：太平洋海岸列车，是一条位于南加州、长563公里的客运铁路线，由美铁运营来往于圣地亚哥和圣路易斯奥比斯波之间，是加州美鐵的一条线路。
该线路在2011年服务近280万人次，同比2010年增长了6.6%。在2011财年的总收入为5531万美元，同比增长2010收入的11.7%。太平洋冲浪者号是美铁运营线路中第三繁忙的线路，仅次于在东北走廊运营的东北区域号列车和阿西乐特快线。
该线沿途大部分路段都紧靠太平洋沿岸的海滩，因此乘坐此线欣赏沿途风景是不错的选择。

## 运作
线路总长350英里（563公里），全程大概需要8.5个小时。每天有12趟列车来往于圣迭戈和洛杉矶，其中5趟在洛杉矶向北延伸到戈利塔或圣路易斯奥比斯波。
美铁接驳巴士提供连接服务到圣佩德罗 (洛杉矶)、棕榈泉、印第奥、圣荷西和奥克兰。

## 途经火车站

路线图

- 圣路易斯-奥比斯保
- 格罗弗海滩
- 瓜达卢佩
- 隆波克-冲浪
- 戈利塔
- 圣巴巴拉
- 卡平特里亚
- 文图拉
- 奥克斯纳德
- 卡马里奥
- 穆尔帕克
- 西米谷
- 查茨沃思
- 范奈斯
- 好莱坞伯班克机场
- 格伦戴尔
- 洛杉矶联合车站
- 富勒顿
- 安那翰
- 圣安娜
- 尔湾
- 圣胡安 - 卡皮斯特拉诺
- 圣克莱门特栈桥
- 欧申赛德
- 索拉纳海滩
- 圣迭戈旧城
- 圣迭戈

## 与其有共线的线路
- 奥克斯纳德 - 洛杉矶 - 欧申赛德：南加州都会铁路
- 欧申赛德 - 圣迭戈：圣迭戈海岸快铁
- 海岸星光號